# Ichhapur Defence Estate
Ichhapur Defence Estate è una suddivisione dell'India, classificata come census town, di 10.348 abitanti, situata nel distretto dei 24 Pargana Nord, nello stato federato del Bengala Occidentale. In base al numero di abitanti la città rientra nella classe IV (da 10.000 a 19.999 persone).

## Geografia fisica
La città è situata a 22° 33' 44 N e 88° 24' 45 E.

## Società

### Evoluzione demografica
Al censimento del 2001 la popolazione di Ichhapur Defence Estate assommava a 10.348 persone, delle quali 5.631 maschi e 4.717 femmine. I bambini di età inferiore o uguale ai sei anni assommavano a 700, dei quali 361 maschi e 339 femmine. Infine, coloro che erano in grado di saper almeno leggere e scrivere erano 8.464, dei quali 4.923 maschi e 3.541 femmine.